# ترابری ریلی در لسوتو
کشور لسوتو تنها یک ایستگاه راه‌آهن دارد که در پایتخت، ماسرو، واقع شده‌است. این ایستگاه، پایانهٔ خط فرعی ماسرو است که به شبکه راه‌آهن آفریقای جنوبی متصل می‌شود.

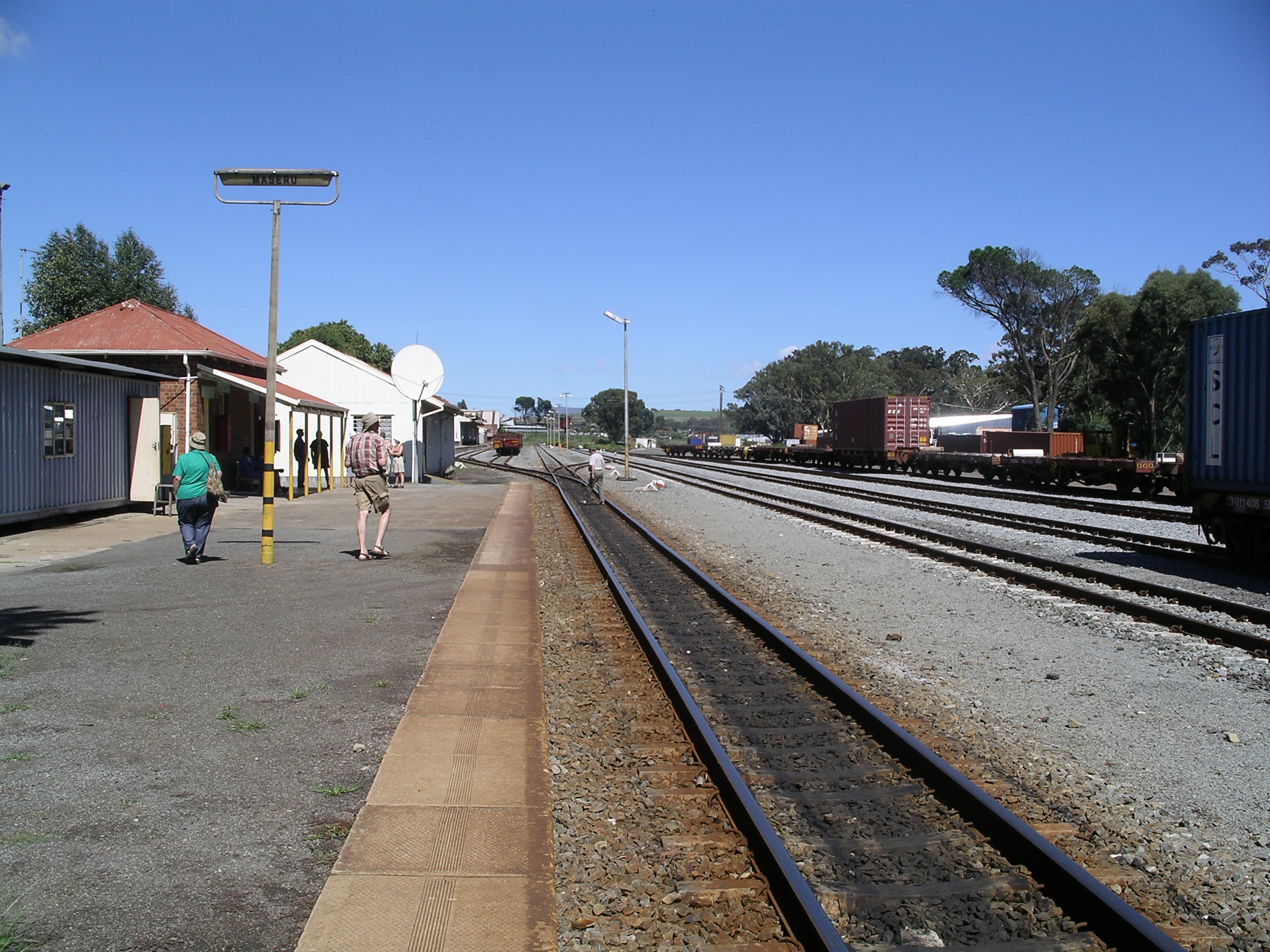
ایستگاه راه‌آهن ماسرو

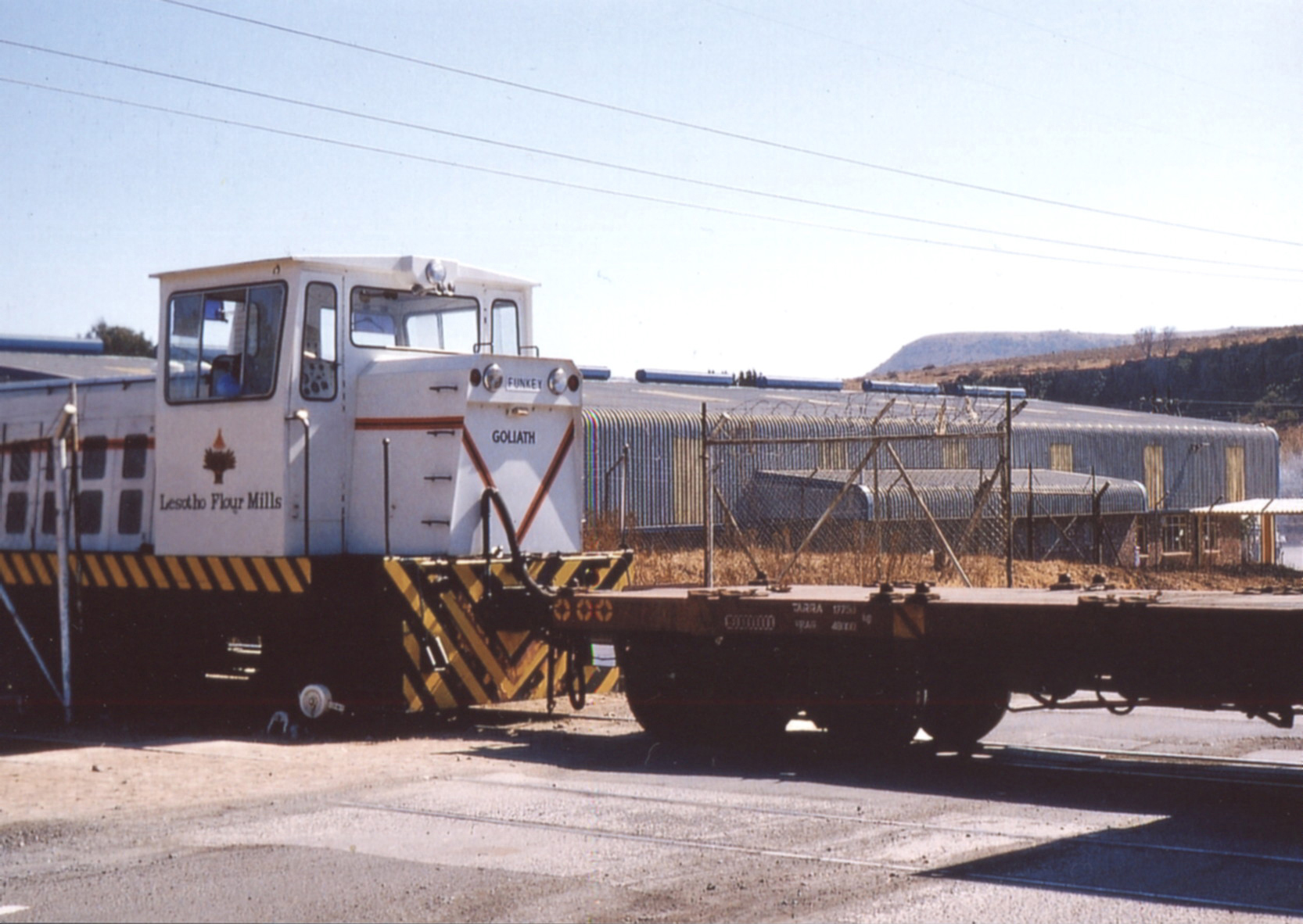
لوکوموتیو دیزلی با واگن باری متعلق به کارخانه آرد لسوتو در ایستگاه ماسرو

## نمای کلی
خط ریلی موجود در لسوتو، از پل مرزی روی رودخانهٔ کالدونتا ایستگاه قطار ماسرو، حدود ۱٫۶ کیلومتر طول دارد. این مسیر در تاریخ ۱۸ دسامبر ۱۹۰۵ افتتاح شده‌است. فاصله ریلی ماسرو تا خط اصلی شبکه راه‌آهن در شهر بلومفونتن تقریباً ۱۳۷ کیلومتر است.
تا سال ۲۰۰۸، مذاکراتی جهت ساخت خطوط ریلی جدید برای اتصال لسوتو به شهرهای دوربان و پورت الیزابت صورت گرفته‌است.